# クライヴ・アプトン
クライヴ・アプトン（Clive Upton/1946年9月30日生まれ）は方言学と社会言語学を専門とする英語学者であり、英語の発音の権威ともなっている。 彼は2012年からリーズ大学で現代英語学の名誉教授を務めている。

## 教育
アプトンはイングランドのソリフルで生まれ、ソリフル学校で教育を受けた。その後、ウェールズ大学（現スウォンジー大学）で学士号と博士号を取得し、リーズ大学でも博士号を取得した。また、2006年から2012年までリーズ大学で現代英語学の教授を務めていた。

## 経歴
アプトンの方言学研究はスウォンジー大学で始まり、修士課程の学生として「英・ウェールズ方言調査（SAWD）」の最初のフィールドワーカーの一人であった。その後、マラウイ大学で講師を務めたのち、「英語方言調査（SED）」との長い関わりを開始した。リーズ大学の方言・民俗研究所に研究助手として加わり、ハロルド・オートンのもとで『イングランド言語地図』の調査に従事した。
1977年にリーズ大学で博士号を取得した後、パプアニューギニア工科大学、バーミンガム大学、シェフィールド大学での職を経て、1997年にリーズ大学に復帰。2006年に現代英語学教授となり、2012年の退職時に名誉教授の称号を授与された。
アプトンはSEDの資料を活用した英語方言学の主要な出版物に貢献している。デイヴィッド・パリーおよびジョン・ウィドウソンと共に『英語方言調査：辞書と文法』（ロンドン：ラウトレッジ, 1994）を共著し、さらにウィドウソンとの共著で『英語方言地図帳』（オックスフォード：OUP, 1996／ロンドン：ラウトレッジ, 2006）を発表した。
2002年から2005年にかけて、アプトンはオリヴァー・ピカリングとともにリーズ大学口語文化アーカイブ（LAVC）プロジェクトを主導し、かつての方言・民俗研究所の収集資料を、イギリスの伝統的な地域社会の話しことば、風習、信仰、慣習に関心を持つ人々が利用できるようにした。
2004年から2005年にかけて、アプトンはBBCの「Voices」プロジェクトの学術顧問を務めた。このプロジェクトでは、地方ラジオのジャーナリストが全国各地の話しことばの例を収集し、アプトンはそのデータを分析するグループの統括を担当した。
調査結果は、ベサン・L・デイヴィーズとの共編による『21世紀のイギリス英語の分析』（ロンドン：ラウトレッジ, 2013）として出版された。アプトンは、BBCの「Voices」プロジェクトの資料を広く公開するために大英図書館と協力し、多くの録音資料が同館の「Sounds」サイトで、英語方言調査（SED）の膨大な資料を含むその他のアクセント・方言資料とともに公開されている。
方言学の研究に加えて、アプトンは1993年からオックスフォード大学出版局の発音コンサルタントを務めている。彼が改訂した容認発音（Received Pronunciation）のモデルは、『オックスフォード英語辞典（OED）』、『ショートerオックスフォード英語辞典』、『コンサイズオックスフォード英語辞典』、および『ニューオックスフォード英語辞典』で採用されている。
また、彼は『オックスフォード現代英語発音辞典』（2001年）およびその第2版である『ラウトレッジ現代英語発音辞典』（2017年）のイギリス英語部分を担当した。息子のエベン・アプトンと共に『オックスフォード韻辞典』（2004年）を共著している。さらに、2013年から2017年までケンブリッジ大学出版局の学術誌『English Today』の編集長を務めた。
2022年9月現在、彼は年刊誌『ヨークシャー方言学会紀要』の編集長を務めている。

## 私生活
クライヴ・アプトンは妻のレスリーと結婚しており、2人の子供がいる。長男のエベン（1978年生）と長女のスティーヴィー（1981年生）である。エベンはラズベリーパイの主任開発者である。

## 主な出版物
- 1994年. 『英語方言調査：辞書と文法』. ロンドンおよびニューヨーク：ラウトレッジ [デイヴィッド・パリーおよびJ.D.A. ウィドウソンと共著]。
- 2001年. 『オックスフォード現代英語発音辞典』. オックスフォード：オックスフォード大学出版局 [ウィリアム・A・クレッチスマー・ジュニアおよびラファウ・コノプカと共著]。
- 2004年. 『英語の多様性ハンドブック：マルチメディアリファレンスツール』. 2巻およびCD-ROM. ベルリン：マウトン・デ・グルイター [編者、エドガー・W・シュナイダー、ケイト・バリッジ、ベルント・コルトマン、ラジェンド・メストリーと共著]。
- 2004年. 『オックスフォード韻辞典』. オックスフォード：オックスフォード大学出版局 [エベン・アプトンと共著]。
- 2006年 [1996年]. 『英語方言地図帳』. 第2版. ロンドン：ラウトレッジ [J.D.A. ウィドウソンと共著]。
- 2008年. 「Received Pronunciation」、『Bernd KortmannおよびClive Upton（編）、Varieties of English 1: The British Isles』. ベルリン：マウトン・デ・グルイター, 269–282。
- 2010年. 「Designing maps for non-Linguists」、『Alfred Lameli, Roland Kehrein, and Stefan Rabanus（編）、An International Handbook of Linguistic Variation, Volume 2: Language Mapping』. ベルリン：デ・グルイター・マウトン, 142–157。
- 2010年. 『ジョセフ・ライトの英語方言辞典とその先』. フランクフルト・アム・マイン：ピーター・ラング [編者、マンフレッド・マルクスおよびラインハルト・ヘウバーガーと共著]。
- 2010年. 「BBC 'Voices'ウェブサイトにおける言語イデオロギー論争：理論と実践におけるハイパーモダリティ」、『Sally JohnsonおよびTommaso Milani（編）、Language Ideologies and Media Discourse: Texts, Practices, Politics』. ロンドン：コネティウム, 223–251 [Sally JohnsonおよびTommaso Milaniと共著]。
- 2012年 [2006年]. 「英国諸島における現代地域英語」、『Lynda Mugglestone（編）、The Oxford History of the English Language. 第2版』. オックスフォード：オックスフォード大学出版局, 379–414。
- 2012年. 「進化する標準的イギリス英語発音モデル」、『Raymond Hickey（編）、Standards of English: Codified Varieties around the World』. ケンブリッジ：ケンブリッジ大学出版局, 55–71。
- 2013年. 『21世紀イギリス英語の分析：BBC 'Voices'プロジェクトの概念的および方法論的側面』. ロンドン：ラウトレッジ [ベサン・L・デイヴィーズと共編]。
- 2013年. 「BBC 'Voices'データの分析：現代英語の方言地域とその特徴的な語彙変種」、『Literary and Linguistic Computing 2013』 [Martijn Wielingと共著]。
- 2015年 [1987年]. 『語彙地図：イングランド方言地図帳』. ラウトレッジ・ライブラリー・エディション：英語、ボリューム27. ロンドン：ラウトレッジ [スチュワート・サンダーソンおよびジョン・ウィドウソンと共著]。
- 2015年. 「イギリス英語」、『Marnie ReedおよびJohn Levis（編）、The Handbook of English Pronunciation』. マルデンMAおよびオックスフォード：ワイリー・ブラックウェル, 251–268。
- 2016年. 「地域および方言辞書」、『Philip Durkin（編）、The Oxford Handbook of Lexicography』. オックスフォード：オックスフォード大学出版局, 381–392。
- 2017年. 『ラウトレッジ現代英語発音辞典』. ロンドン：ラウトレッジ [ウィリアム・A・クレッチスマー・ジュニアと共著]。